# Восстание Палия
Восстание Палия (Палея), Палиивщина, Палеевщина — народное восстание 1702—1704 годов на Правобережной Украине против польской власти, возглавленное белоцерковским полковником Семёном Палием. Восстание было вызвано принятым в 1699 году решением польского сейма о ликвидации казачества в Польской Руси.

## Предыстория

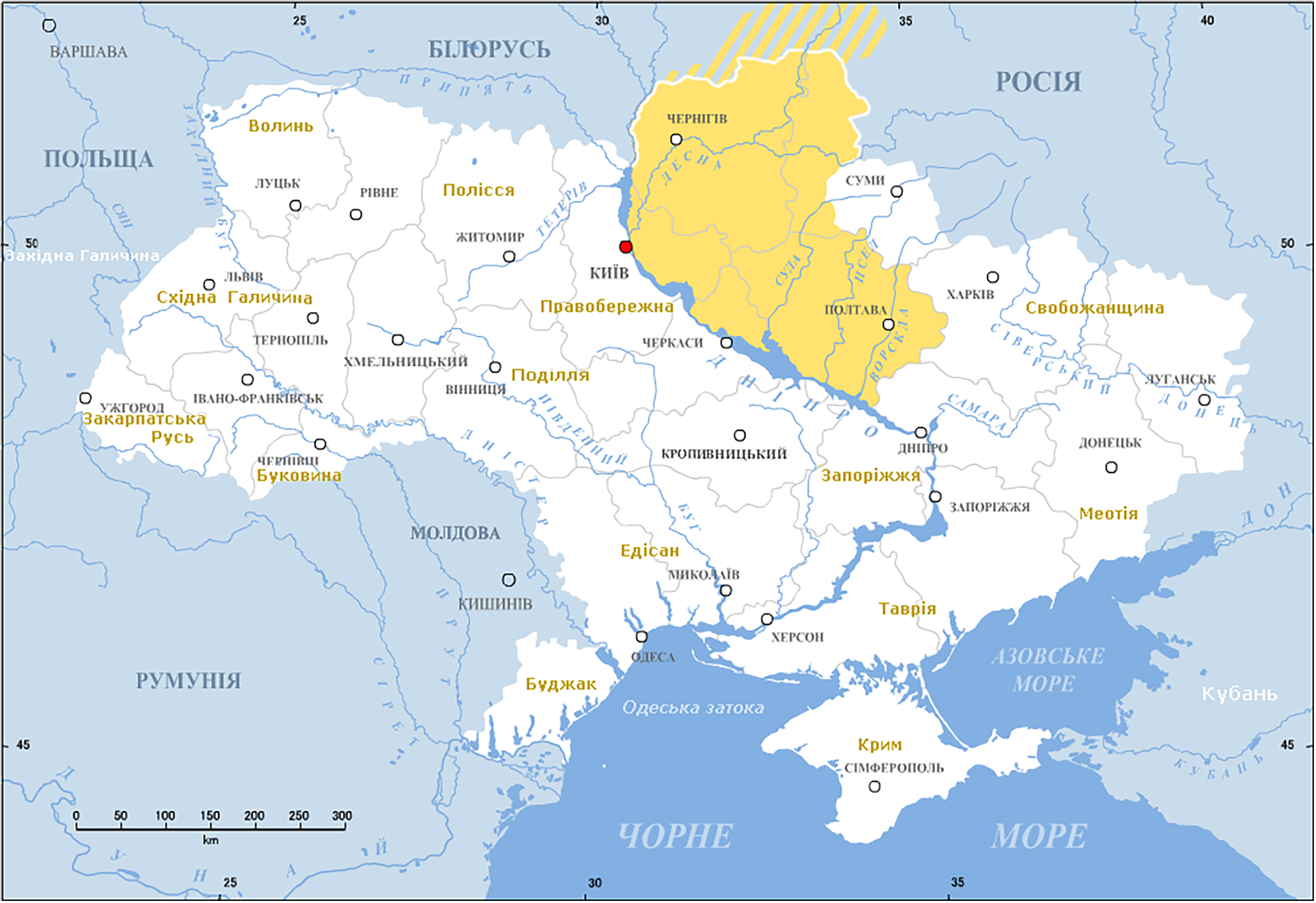
Левобережная Украина

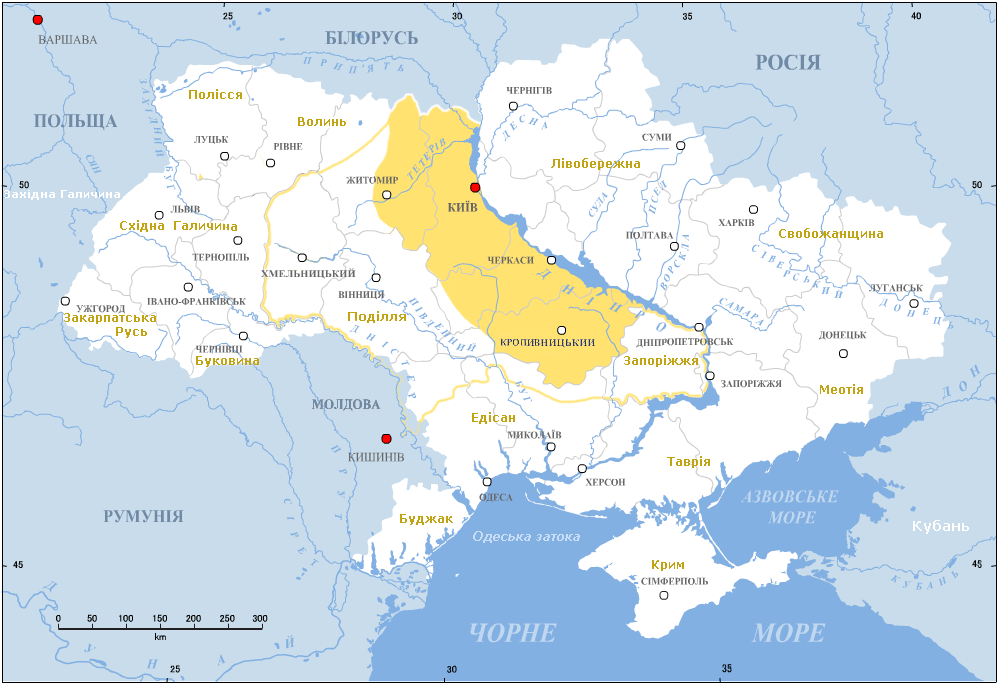
Правобережная Украина

Вечный мир 1686 года закрепил раздел Украины между Речью Посполитой и Русским царством по Днепру. Левобережная Украина исторически была разделена на две части: Гетманщина, которая, сохранив автономию, официально вошла в состав Русского царства, и Слободская Украина, которая управлялась русской администрацией. Левобережная Украина делилась на полки и сотни, во главе которых стояли полковники и сотники. Формально эти должности были выборными, однако фактически их занимали представители казацкой старшины. Предложенные гетманом или на Слободской Украине царскими воеводами кандидатуры утверждались царским указом.
Правобережная Украина оставалась в составе Речи Посполитой и была по Бучачскому миру 1672 года разделена на три части:
- Едисан и Подолье (турецкая причерноморская область между Днепром и Днестром)
- Брацлавщина и южная Киевщина под властью вассального Турции казацкого гетмана
- Северная Киевщина, Галичина и Волынь в составе Коронных земель Речи Посполитой

Война Османской империи (Турции) и Священной лиги, которая велась с участием Речи Посполитой в последней четверти XVII века, поставила на повестку дня вопрос о необходимости помешать набегам татар и турок на Речь Посполитую. Польский король Ян Собеский, собиравшийся отнять у турок и освоить разоренное войнами Правобережье, решил для этой цели использовать казачество. В 1683 году он приказал шляхтичу Куницкому начать набор казаков. Но в начале 1684 года казаки убили Куницкого и выбрали своим гетманом Андрея Могилу. Однако к 1686 году значительная часть Правобережья оказалась под властью самозваных казацких полковников. Наибольшую известность среди них приобрёл фастовский полковник Семён Гурко, получивший прозвище Палий (Поджигатель).
Фактическая автономия значительной части Правобережной Украины в рамках Речи Посполитой и примерно половины Левобережной Украины в рамках Русского царства привели к росту национального самосознания украинского казачества и его предводителей. Ситуация осложнялась религиозными распрями. На Правобережье этот процесс принял характер национально-освободительной борьбы украинского народа против польского правительства. Казаки Палия повсеместно громили панские усадьбы, изгоняя шляхту в центральную Польшу. В 1688 году Палий обратился в Москву с просьбой о принятии его в подданство. Но правительница царевна Софья не желала нарушать только что заключенный вечный мир с Речью Посполитой.

## Предпосылки к восстанию и его причины
На рубеже XVI и XVII века посполитое крестьянство Украины переживало процесс обострявшегося антагонизма между казацкой «старшиной», с одной стороны, и крестьянством, упорно боровшимся против закрепощения, с другой стороны. Обнищалая часть казачества шла в посполитые, чтобы найти приют и оседлость. Крестьяне в свою очередь старались уйти в казачество. Землевладельцы нередко «выживали старых крестьян из оседлостей», потому что старые оказывали сопротивление окончательному закрепощению, и заменяли их пришлыми, бездомными скитальцами, готовым мириться с любым гнетом. Особенно интенсивно шла борьба посполитых казаков против крепостнических поползновений землевладельцев в Правобережной Украине, где польская шляхта энергичнее, чем землевладельцы Гетманщины и Северской земли, стремилась к закрепощению казаков и крестьян. Этот процесс на Левобережной Украине замедлялся близостью степей, куда можно было уходить, спасаясь от неволи. Гетман и старшина, полковые писари и судейские неизменно поддерживали притязания землевладельцев. Сословная и национальная борьба сливалась на Украине в среде посполитых крестьян и казачьей бедноты в единое целое.
После Карловицкого договора 1699 года, по которому Османская империя отказалась от Подолья в пользу Речи Посполитой, Варшава решила, пользуясь временным союзом с Русским царством, расправиться с казацкой автономией на Правобережье Днепра. В июне 1699 года Польский сейм принял постановление о ликвидации в течение двух недель казацких полков в Киевском и Брацлавском воеводствах. Решение мотивировалось тем, что после прекращения войны с Турцией необходимость содержать казацкие полки на Правобережье отпала.

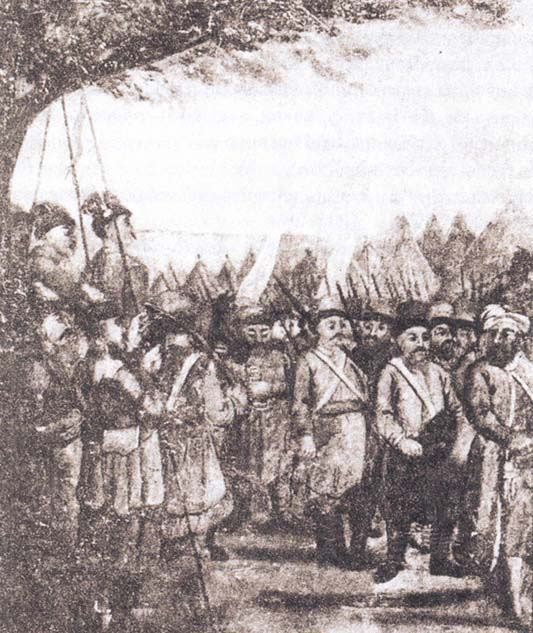
Изображение казацких отрядов. Конец XVII века

Выполняя решение сейма, коронный гетман 20 августа 1699 года обратился к наказному гетману Самуилу Самусю и полковникам Семёну Гурко, Захару Искре и Андрею Абазину с универсалом, в котором требовал распустить казацкие полки. Вместе с тем он направил на Правобережье коронные войска, чтобы силой заставить казачество выполнить решение сейма. Коронные войска усилили гарнизон укреплённого города Немирова, а также заняли города Бар, Винницу, резиденцию наказного гетмана Самуся и Брацлав, где размещалась полковая канцелярия Абазина. На Подолье в свои имения возвращалась шляхта, возобновлявшая феодальные повинности и в первую очередь барщину. Крестьяне и казаки, а также городское население сплотились в общей борьбе за Правобережную Украину. В ответ на требование покинуть Фастов полковник Палий заявил, что власть Речи Посполитой не распространяется на украинские земли, где имеет право распоряжаться только гетман казацкого народа, а когда польское правительство приказало отобрать у наказного гетмана Самуся военные клейноды: булаву, бунчук, печать и пять пушек, гетман отказался отдавать свои атрибуты власти представителям польской администрации и поднял восстание в Корсуни и Лысянке, направив гнев местного населения на местную польскую шляхту и верхушку еврейского населения.
Осенью 1699 года на Киевщине в районе Белой Церкви, Черняхова, Бородянки и других городов на зимние квартиры разместилось 12-тысячное польское войско, которое грозило весной начать наступлением на Фастов. Семён Палий также собрал свой полк и привёл его в боевую готовность. В течение зимы происходили постоянные стычки небольших отрядов. Рассчитывая на возможное изменение международной ситуации, предводители казацких полков собирали новые силы и одновременно прибегали к переговорам с коронным гетманом и региментарем польско-шляхетских войск. Одновременно казаки подали протест в Варшаву, но сейм его отверг. Готовившийся к войне со шведами король Август II в сложной ситуации выбора между угрозой восстания украинцев в дальнем тылу и шляхетским мятежом в Польше после некоторых колебаний поддержал требование сейма распустить казаков и передать земли польским помещикам. Шляхта, понимавшая, что казаки не уйдут с Киевщины и Брацлавщины добром, поехала на Правобережье, сопровождаемая многочисленными военизированными отрядами наёмников.
Начало Северной войны заставило польское правительство отложить нападение на Фастов, тем более что Палий по просьбе польского короля послал для участия в войне со Швецией отряд конницы и пехоты. Тем не менее осенью 1700 года коронный гетман Любомирский отправил в поход на Фастов четырёхтысячное войско. Однако за год военной тревоги на Украине к Фастову подтянулись казацкие сотни и жители окрестных многих городов и сел. Они укрепили крепость и подготовились к её обороне. Польское войско, подошедшее к крепости, ограничилось поджогом посада, после чего вынуждено было отступить.

## Участники восстания и их цели
Победа под Фастовом способствовала активизации освободительного движения на Правобережье. Национальное движение тесно переплелось с обострившимся сословным противостоянием. Восставшие народные массы боролись против польского господства, феодального и национального угнетения. Казацкая старшина, опираясь на богатую верхушку казачества, крестьянства и мещанства, пыталась использовать освободительное движение для укрепления своего господствующего положения, получить от царского правительства земельные богатства и феодальные привилегии, которыми уже пользовалась левобережная старшина. Среди повстанцев было немало крестьян из Левобережья, Молдавии, Валахии, Польши, Белоруссии и России.
Учитывая многовековое стремление русского правительства овладеть Западной Русью и надежды православного населения Правобережья на воссоединение с единоверной Россией, предводители освободительного движения вынашивали планы полного освобождения Киевщины и Брацлавщины от власти Речи Посполитой.
Зимой 1702 года в Фастове состоялась казацкая рада, куда традиционно были приглашены представители других сословий малороссийского общества — от православной шляхты (среди них одну из главных ролей играл Д. Братковский), мещан (наряду с другими их представлял Межигорский староста Ю. Косовский), низшего духовенства (Клеванский священник из Волыни Иван). От казацкой старшины на совете выступили наказной гетман Самусь, полковники Палий, Искра и Абазин. Совещание приняло решение о переходе к наступательной войне против шляхты за окончательное освобождение Правобережья из-под власти Речи Посполитой, а также о проведении агитации среди местного населения для того, чтобы собрать силы для антипольского восстания, захватить сильную польскую крепость Белая Церковь, в ходе восстания заявить об объединении с Левобережной Украиной и провести объединительный казацкий совет. Рада не ставила перед собой задачи создания независимой Украины, а надеялась получить значительную автономию под рукой русского царя.

## Ход восстания

### Начальные успехи восстания
В первой половине 1702 года украинское национально-освободительное движение, начавшись восстаниями в Богуславе и Корсуни, охватило территории от Припяти до Днестра. Повстанцы поджигали панские имения, убивали поляков и евреев. Начались крестьянско-казацкие восстания на Киевщине, где стояли польско-шляхетские отряды, прибывшие с целью вытеснить казацкие полки и вернуть шляхте потерянные ею земли. На Подолье и Брацлавщине повстанческие отряды группировались вокруг казацкого полка, возглавляемого Абазиным. Фастов превратился в главный центр борьбы, которую возглавил Семён Палий (Гурко).
В начале августа 1702 года отряд под предводительством наказного гетмана Самуся направился на юг и 4 сентября осадил оплот Речи Посполитой на Украине — Белую Церковь. 7 сентября из своего табора под Белой Церковью Самусь разослал всем казацким старшинам универсал, в котором извещал, что присягнул за весь народ малороссийский быть до смерти верным царскому пресветлому величеству и пребывать в покорности гетману Мазепе. 12 сентября состоялся первый штурм, который завершился неудачно. Оставив несколько тысяч казаков во главе с Палием у стен Белой Церкви, Самусь вместе с основными силами отправился в северную лесистую часть Киевщины для сообщения с брацлавским полковником Абазиным, который незадолго до того отвоевал Брацлав и двинулся к Виннице.
Посполитое рушение воеводства Киевского под командованием Феликса Казимира Потоцкого, вышедшее по направлению на Сандомир, поспешно повернуло назад и заняло Бердичев. 26 октября казаки Самуся ворвались в Бердичев и учинили там резню поляков и евреев. Потоцкий бежал, а его разбитое войско рассеялось. Самусь занял воеводство Киевское по реку Ушь и угрожал границам Волынского и Подольского воеводств.
Между тем полковник Абазин захватил Винницу, Бар, Дунаевцы, а под Меджибожем разгромил полуторатысячный отряд польских войск киевского воеводы. Повстанцы освободили Котельную, Бердичев, Быхов, Шаргород, Рашков, Калуш, Жванец, Могилёв-Подольский и другие города. В Приднестровье действовали три тысячи запорожских казаков во главе с Фёдором Шпаком, которые не только расправлялись с католиками и иудеями, но и продавали их в рабство крымским татарам.
Тем временем Палий после длительной осады 10 ноября овладел Белой Церковью, истребил оставленный в ней гарнизон и перенес туда свою резиденцию. Вслед за тем он занял Корсунь и Богуслав, перебив стоявшие там польские хоругви и сбежавшихся под их защиту шляхтичей, вошёл в пределы Брацлавского воеводства и утвердился в Умани. В руки повстанцев попали многочисленные трофеи: 28 орудий, 11 бочек пороха, 2 бочки серы, 6 тысяч крупных и 10 тысяч малых ядер, несколько гранат, свинец, различное военное оружие, амуниция, припасы и так далее. Город-крепость Немиров был взят совместными действиями казаков Самуся и Абазина. После трёхдневного штурма казаков поддержали восставшие против польского гарнизона горожане, которые и обеспечили его капитуляцию. Добычей повстанцев стали 12 городских пушек. В январе 1703 года отряд Фёдора Шпака подходил к стенам Каменец-Подольской крепости, но не сделал попытки овладеть ею.
Изданные предводителями восстания универсалы призвали население к решительной борьбе с поляками за изгнание их с Правобережья. Бои развернулись не только в Брацлавском и Подольском воеводствах, но даже в Галичине и на Волыни. Крестьянские отряды появились в окрестностях Золочева и Сокаля. За короткое время повстанческое войско достигло 5 тысяч человек. Большой потерей для повстанцев стал арест поляками на Волыни автора многочисленных воззваний к украинскому народу Даниила Братковского. 25 ноября он был осуждён по обвинению в государственной измене военным судом, подвергнут трём степеням пытки и обезглавлен на рыночной площади Луцка.
В конце ноября 1702 года наказной гетман Самусь и казацкие полковники Искра и Палий отправили Мазепе грамоту с просьбой принять Белую Церковь под власть царя. Однако гетман Мазепа и левобережная старшина враждебно относились к новой волне антифеодального и освободительного движения на Правобережье. Они отказались оказать военную помощь казацким полкам и пытались убедить правительство Петра I не принимать Правобережье в состав Российского государства. В декабре 1702 года Пётр I обратился с письмом к Самусю и Палию с предложением освободить завоеванные правобережные города в пользу поляков и принять участие в войне со шведами. В ответ Палий резонно заметил, что, если оставить без защиты Фастов, то поляки его немедленно разорят, а православных жителей перебьют.

### Шляхетский реванш на Правобережной Украине
Принявшее угрожающие размеры освободительное движение заставило польскую шляхту принять ряд постановлений, направленных на подавление восстания. Польско-шляхетские карательные войска на Правобережье были переданы под командование польного гетмана Адама Николая Сенявского, который 4 декабря приказал всем отрядам собраться для похода на Правобережье в Бережанах. В январе 1703 года 15-тысячное карательное войско при 44 орудиях вступило на Подолье, где повстанческие силы не превышали 12 тысяч и были разбросаны на большой территории. Польские чиновники обратились к крымскому хану, русскому царю и гетману Мазепе с просьбой оказать помощь при подавлении восстаний. Крымчане выделили часть татарской конницы, но русское правительство, разыгрывая в отношениях с Августом малороссийскую карту, предпочло держаться нейтралитета и удержало от выступления Мазепу.
Наступавшие зимой поляки застали врасплох казацкие части, которые разбрелись по зимним квартирам, и нанесли им чувствительные удары. Коронное войско и посполитое движение захватили Летичев, Бар, Винницу, Новоконстантинов, Меджибож, Хмельник. Вблизи Староконстантинова карательное войско встретил значительный отряд казаков и восставших крестьян во главе с Самусем. В жестоком бою повстанцы понесли большие потери. Разбитый наказной гетман вместе с уцелевшими подразделениями отошёл в Белую Церковь. В январе—феврале 1703 года повстанцы были вытеснены с Подолья. Их явные сторонники были казнены, а 70 тысячам крестьян, заподозренным в поддержке восставших, отрезали левое ухо. Польские суды по обвинению в мятеже приговаривали к мучительной смерти на колу жителей целых селений как виноватых, так и правых.
На Брацлавщине повстанцы пытались удержать Немиров, но, потерпев несколько поражений в боях с превосходящими силами врага, отступили в Брацлав, а затем к Ладыжину, потеряв при этом пушки, вывезенные из Немировской крепости. В решающем бою у Ладыжина двухтысячный отряд казаков и восставших крестьян под командованием Абазина потерпел поражение. Вступив в Ладыжин польские войска казнили 2 тысячи его жителей, не пощадив женщин и детей. В числе прочих был посажен на кол захваченный в плен тяжелораненый полковник Абазин. Часть повстанцев отступила в Молдавию.

### Попытки повстанцев получить военно-дипломатическую помощь России

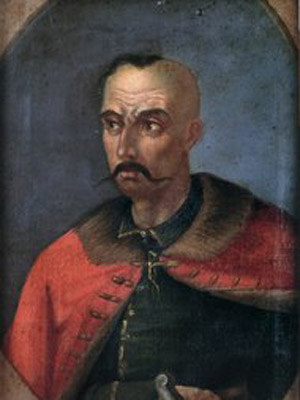
Полковник Семён Палий

18 марта 1703 года Сенявский в универсале объявил о подавлении восстания. Однако главный очаг освободительного движения — Киевщина, где в городах-крепостях Белой Церкви, Фастове, Корсуне и Богуславе дислоцировались значительные крестьянско-казацкие силы под руководством Палия, Самуся и Искры, остался непокорённым. Неспокойно было и на территории Волыни, Подолья и Брацлавщины.
В середине февраля 1703 проездом из Вены в Москву известный дипломат и генерал Иоганн Паткуль посетил лагерь войск Сенявского, предложив примирить казаков с Польшей, а затем прибыл в Белую Церковь. Паткуль предложил полковнику Палию заключить с польским правительством перемирие на три месяца на условиях обмена пленными, обязательства послать казаков для участия в войне со шведами и разрешения всем изгнанникам (в том числе шляхте) вернуться в свои имения. Часть предложений Палий отверг, а на предложение дипломата передать Белую Церковь шляхетским войскам Палий ответил, что выполнит это немедленно, если получит письменный приказ русского царя. Оценив деятельность Палия как выгодную для Москвы, Паткуль принял казацкую точку зрения, что конфликт на Правобережье возник по вине шляхты и дал высокую оценку предводителю казаков Семёну Палию. В марте и мае 1703 правобережным казакам была оказана русская финансовая помощь. В результате в 1703 году повстанцы удержали Белую Церковь, Фастов, Богуслав, Корсунь и были готовы к продолжению борьбы.
В начале 1704 Самусь и Искра прибыли на Левобережье, чтобы добиться принятия их вместе с казацким войском и населением занятой ими территории под протекторат Российского государства объединив таким образом Украину под рукой Москвы. Однако на переговорах, состоявшихся в Батурине, гетман Мазепа решительно отказался помогать правобережным казакам в этом деле. Под страхом смертной казни Мазепа запретил левобережным крестьянам и казакам переходить на правый берег Днепра. Гетман отправил в Москву доносы на Палия, обвиняя его в измене и сношениях с магнатами, сторонниками Швеции. Он неоднократно предлагал царскому правительству арестовать предводителей восстания и расправиться с казаками, изгнав их из занимаемых крепостей.

### Июльский кризис 1704 года и поражение восстания
Не имея достаточных и достоверных сведений о положении на Правобережной Украине, побуждаемое требованиями Мазепы и Августа II русское правительство приняло решение оказать помощь врагам повстанцев. Надежды повстанцев на поддержку российского монарха и вовлечение Москвы в украинско-польский конфликт не оправдались. 2 марта 1704 Пётр I специальным письмом приказал Палию немедленно капитулировать и передать Белую Церковь полякам. Однако Палий(Гурко) не подчинился этому требованию. Активизировалась и деятельность партизанских отрядов на Волыни, в Полесье и в Галичине.
Между тем в связи с занятием центральной Польши шведскими войсками и фактическим низложением Августа II январским Варшавским сеймом Пётр I приказал левобережному казацкому войску переправиться на правый берег Днепра и начать борьбу против отрядов польских сторонников шведов совместно с польным гетманом Сенявским. В мае 1704 Мазепа с казацкой армией перешёл Днепр.
Самусь вместе с Палием и Искрой присоединился к частям Мазепы. 15 июня в лагере близ Паволочи Самусь передал Мазепе свои регалии — булаву, бунчук и королевский универсал на гетманство, получив взамен должность полковника Богуславского полка и две сотни казаков. Палий(Гурко) передал Мазепе без боя Белую Церковь, а сам атаковал и взял штурмом Немиров, где в июле произошло антишляхетское восстание.
Приход левобережных войск и падение Немирова послужили сигналом для нового всеобщего восстания на Подолье и Брацлавщине. Июль 1704 года стал критическим для судьбы не только восстания, но и для будущего всей Правобережной Украины. 2 июля в Речи Посполитой воцарилось двоевластие — в противовес союзнику России в Северной войне королю Августу II прошведски настроенная часть польской шляхты избрала своим королём воеводу Станислава Лещинского. Значительная часть Польши находилась под шведской оккупацией, центральное управление страной отсутствовало, а шляхта была деморализована. Восстание получило солидные шансы на успешное завершение и освобождение Правобережной Украины из-под польского владычества.
Застигнутый врасплох подъёмом народного движения Мазепа 12 июля 1704 издал универсал к шляхте Киевского воеводства, в котором заявил, что левобережные казаки прибыли не для поддержки восстаний, а исключительно с целью оказания помощи Речи Посполитой в борьбе против шведов и их сообщников. Гетман требовал от крестьян прекращения восстания и угрожал им расправой.
Вечером 31 июля 1704 Семён Палий, который с небольшим отрядом находился в лагере казацкого войска под Бердичевом, был арестован по приказу Мазепы. Гетман послал большой отряд сердюков и компанейцев для обеспечения контроля над Белой Церковью, в которой находился гарнизон из нескольких сотен правобережных казаков. Гетманские войска вступили также в Фастов, Корсунь и Богуслав. Город-крепость Немиров гетман приказал передать польскому гарнизону. Недвусмысленная прошляхетская политика представителя русского правительства и падение всех опорных пунктов заставили повстанцев немедленно прекратить борьбу.
30 августа 1704 года Пётр и Август заключили новый союзный договор, причем Август выступал уже не только как суверен Саксонии, но и от имени Речи Посполитой. Союзники обязались воевать против шведского короля, на суше и на море до полной победы без заключения сепаратных договоров с противником, что, впрочем, не помешало Августу спустя два года заключить со шведами Альтранштедтский мир. Отдельной статьёй договора Петр I обязался заставить казаков Палия прекратить борьбу против Польши и вернуть взятые им города. Ливонские города и крепости, покорённые русской армией, царь обещал уступить Речи Посполитой. Царь обещал также передать под командование польского короля 12 тысяч войска и обязался до окончания войны ежегодно выплачивать по 200 тысяч рублей на содержание польского войска.

## Итоги восстания
Неблагоприятно сложившиеся исторические условия и сословная солидарность польской шляхты, левобережной и правобережной казацкой старшины, а также русского правительства привели к поражению восстания в борьбе с подавляющим военным превосходством его противников.
Оставив на Правобережье трёхтысячный отряд казаков, в конце октября 1704 года Мазепа с полками вернулся на Левобережье. Палий почти год находился в тюрьме Батуринской крепости. В июне 1705 он под стражей был отправлен в Москву. Ликвидировав конкурента, Мазепа попытался закрепить за собой правобережные земли, организовав там семь казацких полков. К существующим Корсунскому, Белоцерковскому, Богуславскому и Брацлавскому полкам присоединились Уманский, Чигиринский и Могилёвский полки. Мазепа назначил своих старост в правобережных городах, взял под контроль развитие торговли и развернул активную политику закрепощения крестьянства, распределяя землю между представителями местной казацкой администрации, православными монастырями и шляхтой, не забывая и о собственных интересах.
Польские помещики, подавившие руками Мазепы с попустительства недальновидного русского правительства крестьянско-казацкое восстание, также немедленно усилили политику закрепощения крестьянства на землях Правобережной Украины. Так постановление дворян Подольского воеводства от 4 декабря 1704 года гласило, что свободные крестьяне, три года пробывшие на земле пана, становятся наследственными крепостными этого пана. В результате Мазепа, невероятно обогатившийся в походах, получил до 100 тысяч крепостных на обеих сторонах Днепра. Гетман, завоевавший неограниченный кредит доверия Петра I и Августа II, получил возможность вести самостоятельную авантюристическую политику. Играя на противоречиях воюющих держав, он завязал тайные отношения сначала с Лещинским, а затем с Карлом XII, Ахмедом III и крымскими ханами.
Семёна Палия по царскому указу 30 июля 1705 года сослали в Сибирь— сначала в Верхотурье, затем в Тобольск, где он находился до конца 1708 года, когда явный переход Мазепы на сторону Карла XII открыл глаза Петру I на антироссийскую направленность деятельности левобережного гетмана. Однако участие в разгроме «Палиевщины» сыграло скверную шутку с самим гетманом. Оно привело к народному недоверию его политике и отсутствию на Украине интереса к восстанию, которое Мазепа пытался поднять в 1708 году в поддержку шведского похода на Россию.
По Адрианопольскому мирному договору 1713 года Россия приняла обязательство отказаться от вмешательства во внутренние дела Речи Посполитой и Запорожской Сечи. Украина осталась разделенной надвое между крепнущим русским и слабеющим польским орлом.
Руководствуясь сословной солидарностью, русское правительство и Пётр I проявили себя в эпизоде «палиевщины» ограниченно и недальновидно. Они переоценили военное и политическое значение помощи польских магнатов, оказавших России сомнительные услуги в Северной войне. Участие в подавлении украинского крестьянско-казацкого движения, которое рассчитывало на помощь Москвы, нанесло значительный ущерб православному украинскому населению Правобережья Днепра, оставленному на 90 лет жить в условиях национального и религиозного угнетения в качестве колонии католической Речи Посполитой, когда даже неполная казацкая автономия на этих землях была ликвидирована.